# 陈癸尊
陈癸尊（1931年7月—2022年12月29日），男，广东海丰人，中华人民共和国政治人物，曾任江西省人民政府副省长，江西省人大常委会副主任，中国民主同盟中央委员会常务委员，第八届、第九届全国人大代表，第九届全国人大常委会委员，第七届全国政协委员。

## 生平
1953年－1962年，先后在北京地质学院、江西地质学院任教。1962年起在江西冶金学院任教，1980年10月至1985年1月任江西冶金学院副院长。1985年1月－1993年2月，任江西省人民政府副省长。1993年2月－2003年1月，任江西省人大常委会副主任:194。1984年6月任民盟江西省委会副主委，1992年6月任民盟江西省委会主委。2003年12月退休。2022年12月29日在南昌病逝，享年92岁。

## 家庭
祖父陈演生。